# John Gill Shorter
John Gill Shorter, född 23 april 1818 i Monticello, Georgia, död 29 maj 1872 i Eufaula, Alabama, var en politiker (demokrat) i Amerikas konfedererade stater under amerikanska inbördeskriget. Han var guvernör i Alabama 1861–1863.
Shorter utexaminerades 1837 från University of Georgia och var verksam som advokat i Alabama. År 1843 gifte han sig med Mary Jane Battle.
Mellan 1852 och 1861 var Shorter verksam som domare i Eufaula. Han förespråkade Alabamas utträde ur USA och grundandet av Amerikas konfedererade stater. Han vann det första guvernörsvalet efter att inbördeskriget hade brutit ut. I installationstalet beskrev han alabamaborna som väsensskilda från folket i nordstaterna som han kallade "yankeerasen" (Yankee race). Han önskade sig att alabamaborna skulle vara beredda till tillräckliga uppoffringar i kriget för att bryta det ekonomiska, politiska och kulturella beroendet från nordstaterna.
Shorter utnyttjade slavar i statliga försvarsprojekt och fick klagomål från slavägarna att deras slavar hade blivit dåligt behandlade. Även annars utökades den offentliga sektorn i Alabama trots att Shorter före valet hade uppträtt som förespråkare för begränsad statsmakt och klargjort att staten inte ska hjälpa de fattiga. Shorter efterträddes 1863 som guvernör av Thomas H. Watts.
Shorter avled 1872 och gravsattes på familjekyrkogården i Eufaula.  Brodern Eli Sims Shorter var kongressledamot 1855–1859.